# Friedrich von Lindequist
Friedrich von Lindequist (15 septembre 1862 à Wosteritz - 25 juin 1945 à Macherslust)  est un aristocrate allemand qui fut haut fonctionnaire, juriste, juge, gouverneur du Sud-Ouest africain allemand de 1905 à 1907 et sous-secrétaire d'État aux colonies de 1907 à 1910.

## Biographie
Ses parents sont l'agriculteur Olof von Lindequist (de) (né le 23 juillet 1824 et mort le 30 novembre 1902) et son épouse Anna Hoffmann (né le 28 août 1834 et mort le 9 novembre 1909). Son frère Arthur Axel Heinrich August (né le 17 octobre 1855 et mort le 1er novembre 1937) devient major général prussien.
En 1886, il entre dans l'administration allemande après des études de droit. C'est en tant que juge qu'il est affecté dans le Sud-Ouest Africain allemand en 1894.
De 1900 à 1903, il est consul général d'Allemagne au Cap.
Le 19 août 1905, il devient gouverneur du Sud-Ouest africain. En novembre 1905, il décide de mener une politique plus « humaine » envers les Héréros ayant survécu à la répression et aux exactions pratiquées par son prédécesseur, le général Lothar von Trotha. Il propose ainsi une amnistie générale. Cependant, il est aussi amené à faire réprimer brutalement les Namas et envisage même la déportation d’une partie de cette ethnie vers les îles Samoa. Son projet avorte faute de financement bien qu'un certain nombre d'indigènes soient déportés au camp de Shark Island et au Togo.
C'est sous son office que les moutons de race Karakul sont introduits dans le protectorat allemand puis que le celui-ci obtient le statut de colonie autonome et la création de municipalités à Windhuk, Karibib, Keetmanshoop, Luderitz, Okahandja, Omaruru, Swakopmund et Warmbad (de).
De 1907 à 1910, il est sous-secrétaire d'État chargé de l'office du Reich aux Colonies ; il tente alors de faire de l'Afrique orientale allemande une colonie de peuplement.
Après la Première Guerre mondiale, il devient vice-président de la Deutsche Kolonialgesellschaft, et président de la Deutscher Seeverein, jusqu'à sa dissolution en 1933.

## Famille
Lindequist épouse Helene Esther Dorothea von Heydebreck (de) (née le 3 septembre 1877 et morte en 1945) le 20 août 1909 à Neu-Buckow. Le couple a plusieurs enfants :
- Fritz-Olof (mort le 18 août 1910)
- Annalene (née le 11 août 1910)